# Sibley (Iowa)
Sibley è una città degli Stati Uniti d'America, situata nello Stato dell'Iowa, nella Contea di Osceola, della quale è il capoluogo.